# 정희섭 (연출가)
정희섭(1970년 ~ )은 TV조선의 프로듀서이다.

## 경력
- KBS 예능본부 PD
- KBS 예능운영팀 CP
- TV조선 제작본부 부장(2018~현재)

## 연출한 프로그램
- 뮤직뱅크
- 남자의 자격
- 가족의 품격 풀하우스
- 하숙집 딸들
- 한집살림